# Girls und Panzer der Film
Girls und Panzer der Film (japonsky ガールズ＆パンツァー 劇場版, Gáruzu ando Pancá gekidžóban) je japonský animovaný film, který byl odvysílán poprvé 21. listopadu 2015 v Japonsku. Od 27. května 2016 je dostupný na DVD a Blu-ray. Tento animovaný film byl koncipován jako pokračování seriálu Girls und Panzer a zahrnuje události, které nastaly po výhře dívčí školy Oarai v turnaji tankových bitev neboli Jízdy tankem, v originále senša-dó (戦車道).

## Seznam postav
V tomto filmu vystupují všechny osoby, jež se objevily v původním anime seriálu. Hlavní hrdinkou je i zde Miho Nišizumiová, velitelka celé tankové jednotky Dívčí střední školy Oarai. Postavy, jež se objevily i v anime seriálu, jsou v následujícím výčtu pouze vyjmenované.
Dívčí střední škola Oarai
- Tým Ďas (Panzer IV): Miho Nišizumiová, Saori Takebeová, Hana Isuzuová, Jukari Akijamová, Mako Reizejová
- Tým Želva (Hetzer): Anzu Kadotaniová, Momo Kawašimová, Juzu Kojamová
- Tým Kachna (Typ 89 I-gó): Noriko Isobeová, Taeko Kondó, Šinobu Kawanišiová, Akebi Sasakiová
- Tým Hroch (Stug III): Riko Macumotová (Erwin), Takako Suzukiová (Caesar), Kijomi Sugijamová, Takeko Nogamiová
- Tým Králík (M3 Lee): Azusa Sawová, Karina Sakagučiová, Júki Ucugiová, Ajumi Yamagóová, Saki Marujamuová, Aja Ónová
- Tým Husa (Renault B-1): Midoriko Sonová (Sodoko), Mojoko Gotóová (Gomojo), Nozomi Konparuová (Pazomi)
- Tým Mravenečník (Typ 3 Či-nu): Nekonjá, Momoga, Pijotan
- Tým Leopon (Porsche Tiger): Satoko Nakadžimová, Hošino (ホシノ), Suzuki, Cučija

Dívčí střední škola Kuromorimine
- Maho Nišizumiová, Erika Icumiová (tanky Tiger, Tiger II)

Dívčí akademie st. Gloriana
- Darjeeling, Orange Pekoe, Assam (tank Churchill)
- Rosehip (ローズヒップ) - Velí tanku Crusader Mk. III. Na rozdíl od Darjeeling a její dvě kamarádky, které si libují v ušlechtilosti a eleganci, je Rosehip poněkud zbrklá, hlučná a posedlá rychlostí svého tanku, takže ji musí Darjeeling často umravňovat.

Střední škola při univerzitě Saunders
- Kay, Naomi, Alisa (M4 Sherman, Sherman Firefly (Světluška), M4A1/76 Sherman)

Střední škola Pravda
- Kaťuša, Nonna (T-34/85, IS-2)
- Nina (ニーナ), Alina (アリーナ) - První jmenovaná je velitelka, obě jsou nabíječi sovětského tanku KV-2 a studentky prvního ročníku.
- Klára (Клара, クラーラ) - Ruská studentka z Novosibirsku, jež přestoupila (dle svých slov pod vlivem "nealkoholické" vodky omylem) na japonskou školu Pravda. Hovoří plynně rusky i japonsky, ale svými hovory v ruštině s Nonnou během bitev dráždí Kaťušu. Její otec pracuje ve zpravodajské službě a sehnal jí fotku Kaťuši, když byla malá. Velí sovětskému tanku T-34/85.

Střední škola Anzio
- Čijomi Anzajová (Ančovy), Carpaccio, Pepperoni (Carro Veloce L3/33)

Dívčí akademie Či-Ha-Tan (知波単学園 Čihatan Gakuen)
- Kinujo Nišiová (西 絹代 - Niši Kinujo) - Vrchní velitelka tankové jednotky školy Či-Ha-Tan, jež ctí tradiční hodnoty školy bojovat výpady proti nepříteli, ale trápí ji nedisciplinovanost velitelek ostatních tanků, což vede ke zbytečným ztrátám, i vlastní zbrklost a přihlouplost. Jezdí v japonském tanku Typ 97 Či-ha.
- Fukuda (福田) - Brýlatá velitelka tanku Typ 95 Ha-gó, jež byla původně stejně jako ostatní velitelky svolná k dělání zbytečných sebevražedných výpadů proti nepříteli, avšak nakonec vymyslí guerillovou taktiku, která zabere.
- Tamada (玉田), Hamada (浜田), Nagura (名倉) - Velitelky tanků Typ 97 ŠinHoTo Či-Ha.
- Hosomi (細見), Ikeda (池田) - Velitelky dalších tanků Typ 97 Či-ha.
- Kubota (久保田), Teramoto (寺本) - ostatní

Střední škola Jatkosota (継続高校 Keizoku Kókó) (Keizoku - Pokračovací válka)
- Mika (ミカ) - Velitelka tankové jednotky školy Jatkosota, která si libuje ve filozofování a hraní na kantele, tradiční finský hudební nástroj. Za touto fasádou se však skrývá mazaná zlodějka, která krade ostatním školám zásoby a materiál. Zároveň velí finskému tanku BT-42.
- Aki (アキ) - Nabíječ a střelkyně v BT-42, která doprovází svou velitelku.
- Mikko (ミッコ) - Velice zkušená řidička BT-42, jejíž jízdní dovednosti dovedou překvapit soupeřky i vymáčknout z tohoto tanku naprosté maximum bez ohledu na technický stav.

Tým Posílené Univerzity (大学選抜チーム - Daigaku Senbacu Čímu)
- Alice Šimadová (島田 愛里寿) - Vrchní velitelka univerzitního týmu a dědička tankové školy Šimada. Je geniální, proto přeskočila všechny ročníky na střední škole a nastoupila přes nízký věk (15-16 let) rovnou na univerzitu, na bitevním poli převyšuje svými schopnostmi zdaleka i studentky mnohem starší, včetně tankistek dospělých. Je introvertní a samotářská a je velkou fanynkou zbitého medvídka Boko podobně jako Miho Nišizumiová. Velí britskému tanku Centurion.
- Megumi (メグミ) - Pobočnice Alice, absolventka školy Saunders, velí americkému tanku M26 Pershing.
- Azumi (アズミ) - Druhá pobočnice Alice, absolventka BC školy svobodných, velí M26 Pershingu.
- Rumi (ルミ) - Třetí pobočnice Alice, absolventka školy Jatkosota, velí M26 Pershingu.

Ostatní
- Ami Čónová - profesionální vojákyně (kapitán), instruktorka, rozhodčí, pozorovatelka.
- Šiho Nišizumiová - matka Miho a Maho Nišizumiových, majitelka a ředitelka tankové školy Nišizumi, předsedkyně výboru profesionální ligy Senša-dó.
- Čijo Šimadová (島田 千代) - matka Alice Šimadové, majitelka a ředitelka Posílené univerzity, spolu s dcerou představuje konkurenci tankového stylu Nišizumi.
- Renta Cudži - ministr MEXTu (školství, kultury, sportu, vědy a technologií)
- Šičiro Kodama - předseda japonského svazu Senša-dó

## Děj
Film začíná krátce po skončení anime seriálu uprostřed exhibiční bitvy v Oarai mezi dvěma týmy složenými ze škol Oarai + Či-ha-tan a sv. Glorianou + Pravdou. Churchill se spolu se třemi Matildami ocitl na golfovém hřišti pod těžkou, ale nepřesnou palbou, avšak Darjeeling trpělivě vyčkávala a srkala svůj černý čaj. Týmy Leopon, Husa, Hroch, Fukudin typ 95 a ještě jeden tým z Či-ha-tanu mezitím bránily palbou na jiném místě tankům Pravdy, aby se dostaly na golfové hřiště. Miho tedy velí zastavit palbu a pomalu se přiblížit k Churchillu i Matildám, z nichž pak jednu vyřadí Hana a druhou jeden tank Či-ha-tanu. Zásah ale ostatní Či-ha-tanské vyburcoval k zbrklé zteči a téměř všechny jejich tanky byly následně Orange Pekojí a střelkyní zbylé Matildy vyřazeny kromě velitelky Niši, jež se dokázala vyhnout glorianským výstřelům, a Fukudy, které v jejím úmyslu zabránil tým Husa a Sodoko jí důrazně připomněla jejich rozkaz, který je nutné dodržet jako školní řád.
Leopon, Hroch, Husa i Fukuda (ta neochotně) musely ustoupit, neboť se k nim až příliš přiblížily tanky Pravdy, navíc na golfové hřiště dorazila čtveřice rychlých crusaderů a hrozilo, že je obklíčí. Miho zavelela přeskupit se ve městě, kde hodlala roztříštit síly Gloriany i Pravdy, avšak Darjeeling její úmysl prohlédla. Crusadery předjely Miho, která musela vyslat Husu, aby do nich čelně narazila a Ďas tak mohl z místa ujet, avšak Ďase začaly pronásledovat tanky Pravdy, a tak Miho pověřila Leopon rozestavením tanků před velkým parkovištěm k palbě. Několik T-34 se Leoponu a Mravenečníkovi povedlo eliminovat, avšak Leopon byl sám vyřazen, jakmile se do boje zapojila v IS-2 Nonna, kterou se předtím neúspěšně pokusil vyřadit Králík jako dříve Jagdtigera ve finále s Kuromorimine. Kvůli závadě vysílačky se zbrkle vyřadila i velitelka Či-ha-tanu Niši, která místo „ústup“ slyšela „útok.“ Mezitím se Ďas zbavil tří ze čtyř Crusaderů a vydal se zkratkou přes chrám na pláž, kde dohnal s ostatními svými tanky Churchilla, avšak zdržel je v moři schovaný KV-2, jenž se sám vyřadil převrácením díky natočení věže v příliš velkém úhlu. Na jiném místě se týmům Kachna a Fukudě povedlo zničit poslední Matildu při stejné situaci v hasičárně jako při exhibici ve 4. díle seriálu. Churchill překonal terasu s parkovištěm k T-34 Kaťušy a IS-2 Nonny, tedy Oaraiské se ocitly v nevýhodě, třebaže jim zbývalo o něco víc tanků. Miho využila mezery v nabíjení všech tří tanků, aby se vyškrábala za nimi a zkusila Churchilla zlikvidovat zblízka. V nastalém boji Miho ztratila i pár dalších tanků a nepřítel ztratil Nonnu i posledního Crusadera Rosehip, o kterého se postarala svou vůbec první přesnou trefou Momo. Tým Ďas před budovou vodního světa vyřadil Kaťušu, jenže Churchill byl schovaný přímo za ní a Ďas byl tak snadným cílem. Tým sv. Gloriany a Pravdy vyhrál, ke zklamání obyvatel Oaraie i ke zklamání Aki ze školy Jatkosota, jež s Mikou sledovala zápas a vyčetla jí, že odmítla pozvánku na účast. Miko byla přesvědčena, že jednou nastane příležitost.
Po bitvě šly všechny účastnice do sauny, kde Momo poděkovala za účast, avšak hlasatelka zavolala pro prezidentku studentské rady Anzu. Niši se omluvila Miho za zbrklý útok, díky kterému prohrály, avšak ta se nezlobila a ocenila jejich odvahu k čemukoliv. Při návratu na školní loď oaraiské tankistky zjistily, že se zpátky nedostanou. Anzu totiž byla osobně informovaná ministrem MEXTu, že bude jejich škola s okamžitou platností uzavřena. Mají proto školní loď do týdne vyklidit podobně, jako to již dělají ostatní obyvatelé, aby ji sešrotovali. Jedné noci, když měly studentky dobaleno, se vydaly do hangáru rozloučit se s tanky, avšak na oaraiskou loď přistál letoun Lockheed C-5 Galaxy ze školy Saunders. Kay zvesela nakázala, aby rychle naložily tanky na palubu k úschově, že jim je vrátí, až bude známo, kam je ubytují.
Druhý den byla děvčata autobusy odvezena do náhradního školního prostoru kdesi na pevnině. Studentská rada se snažila hordy studentek nadále motivovat, aby konaly své povinnosti, než bude proces přestupu na jiné školy dokončen, avšak Sodoko a její mravnostní výbor tuto snahu bojkotovaly, čímž hodně štvaly Momo. O pár dní později jim Saunders vrátily tanky (Juzu dříve nalezla dokumenty, dle kterých je škola ztratila, proto „nepatří oficiálně nikomu“) ze stejného letounu pod podmínkou, že nepřestanou s Jízdou tankem. Přesto měly studentky i nadále náladu pod psa. Miho nedaleko objevila muzeum svého oblíbeného plyšového medvěda, zbitý Boko, ač vypadalo poněkud sešle. Uvnitř byla se svými kamarádkami téměř sama, ještě s holkou zhruba v jejich věku, které Miho přenechala jediného Boka v limitované edici, který tam zbýval k prodeji. Dívka však ani nepoděkovala a utekla.
Miho se další den vydala domů do rezidence Nišizumiových, kde potkala Maho. Ta chápala, že se Miho bojí setkat s matkou, proto ji vpašovala dovnitř a na dokument k přestupu Miho zfalšovala matky podpis. Mezitím Anzu na ministerstvu MEXT požadovala vysvětlení, proč je jejich škola navzdory slibu, že tomu zabrání výhrou v turnaji, uzavřena. Ministr Cudži se vymluvil, že dělal vše, aby tomu zabránil. Anzu tedy následně měla schůzku s předsedou svazu senša-dó Kodamem a s Ami Čónovou, které vývoj znepokojoval, ale předseda neviděl žádné východisko, především pro zaneprázdněnost v souvislosti s přípravou mistrovství světa Jízdy tankem za dva roky. Anzu s Ami Čónovou připomněly, že ztratí tvář tak jako tak, pokud se smíří se zrušením školy vítěze národního turnaje. Kodama tedy dostal nápad a vyslal Ami Čónovou za Šiho Nišizumiovou, která do rezidence Nišizumiových dorazila krátce poté, co odtamtud odešla Miho, jež zanechala pro matku dárek jako „kamarádka Mahy,“ ale Šiho tušila. Přijala tedy Ami a pověděla jí, že když bude škola Oarai zrušena, Kuromorimine nikdy nedostane šanci porážku z finále oplatit. Vydala se tedy s Ami, předsedou Kodamem i Anzu za ministrem, kterému pohrozila, že když on vyhlásil program pozvednutí úrovně Jízdy tankem a zároveň zruší školu vítěze turnaje, pak ona odmítá dělat předsedkyni výboru vznikající profesionální ligy, jež má připravit reprezentantky na mistrovství. Rázně odmítla ministrův argument, že Oarai vyhrála jen se štěstím, a vyzvala ho, aby řekl, co víc by ony měly udělat, aby jejich schopnosti uznal. Ministra napadlo střetnutí Oaraie s univerzitním týmem. Anzu v tu chvíli rukou načrtla smlouvu, podle níž nebude nakonec škola Oarai zrušena, když vyhrají, a spolu s ostatními přítomnými ministra dotlačila k podpisu.
Šiho pak navštívila svou starou rivalku Čijo Šimadovou, aby ji osobně informovala o domluvené bitvě a o ostatních skutečnostech. Čijo telefonicky kontaktovala svou dceru Alici, aby velela univerzitnímu týmu a v bitvě rozcupovala jméno Nišizumi na kusy. Alice si vynutila, aby se její matka stala sponzorem muzea Boka, protože mu hrozí uzavření. Anzu po návratu do dočasného útočiště oaraiských studentek nařídila tankovým týmům shromáždit se. Jen Mako musela přitáhnout naříkající tým Husa. Anzu všem pověděla o nadcházející bitvě a o dohodě, uzavřené mezi školou Oarai, ministrem MEXTu Cudžim, svazem i univerzitou. Další den se na místo osobně dostavil ministr s předsedou svazu, aby jim sdělili pravidla bitvy. Kromě toho, že se postaví se svými 8 tanky 30 univerzitním, vyhraje ten, kdo zcela eliminuje soupeře. To vyvolalo zděšení, avšak Miho se vzdát odmítla s vysvětlením, že tank musí jet vpřed bez ohledu na sílu palby nepřítele. Zatímco oaraiská děvčata narychlo v předvečer bitvy potrénovala, Anzu se Miho omlouvala, jak ji zatížila, protože následující bitva bude masakr, nejen kvůli rozhodující nevýhodě početní, ale také v tom, že univerzitní studentky nedávno porazily armádní tým dospělých. Mezitím se z iniciativy Darjeeling odehrála tajná schůzka velitelek tankových týmů ostatních škol na základě šifry, kterou jim rozeslala jako báseň Podzimní píseň od Paula Verlaina.
Když se Miho, vyklepaná strachy, přišla před zápasem pozdravit s velitelkou soupeřů, s Alicí Šimadovou, a s rozhodčí Ami Čónovou, dorazily Maho a Erika v obou Tigerech a se dvěma Panthery, navlečené do oaraiských uniforem a s dokumentem o krátkodobém přestupu na oaraiskou školu. V oaraiské uniformě dorazily i Kay, Naomi a Alisa se dvěmaShermany a jednou Světluškou, dále Kaťuša, Nonna, Nina a Klára s IS-2, KV-2 a dvěma T-34/85, dále sv. Gloriana s Churchillem, Matildou a Crusaderem, dále Ančovy s Pepperoni a Carpaccio, tísnících se v jediném Carru Veloce, dále Mika, Aki a Mikko v BT-42, a nakonec Niši s dvaadvaceti „ocelovými lvi“ typů 95 či 97 Či-ha nebo 97 ŠinHoTo Či-Ha, avšak Darjeeling jí vynadala, že měla přivézt jen šest a dvaadvacet jich mělo být k doplnění celkem. Ministr na tribuně pro rozhodčí vehementně protestoval, avšak přestupní dokumenty byly platné a řádně schválené a tanky byly soukromým majetkem dívek nebo jejích rodičů, navíc jako jediná mohla dle pravidel vznést protest Alice Šimadová coby velitelka soupeře, ale té jejich zapojení nevadilo. Bitva tak byla zahájena jako 30 proti 30. V polním stanu Miho rozestavěla tři týmy, pojmenovala je a rozdala úvodní úkoly, přičemž jí Maho pomáhala krotit velitelky ostatních škol.
Miho rozkázala týmu Slunečnice pod velením Maho obsadit vysoký kopec, přičemž tým Svlačec pod velením Kay měl zajistit přístup ke kopci lesem, zatímco tým Pampeliška pod velením Miho si bral druhou stranu kopce u bažin. Alice na druhé straně též rozdávala úkoly a stanovila prioritu eliminovat těžké tanky Kuromorimine a Pravdy, zatímco bude ona sama vyčkávat. Maho se plán mladší sestry nelíbil, přesto ho plnila a spolu s tanky Pravdy a některými oaraiskými se vyškrábala nahoru. V lese se Shermani, Králík a Či-ha-tans dostaly pod těžkou palbu nepřátelských Pershingů, jež vyřadily dva typy 97 a vážně poškodily Shermana Alisy, pak jim lesní cestou ujely pod kopec zablokovat únikovou cestu, kterou chtěla využít Maho. Na kopec z jiného směru mířily další skupiny Pershingů, které chtěla Kaťuša z výšky sestřelit, avšak na vrchol náhle dopadl obří výbušný projektil, který málem převrátil na střechu několik tanků Slunečnice. Za chvíli přišel další ohlušující zásah, který převrátil na střechu a vyřadil oba dva Panthery, takže Maho nařídila ústup, třebaže pod těžkou palbou Pershingů. Všem se povedlo uniknout díky začínajícímu dešti i díky obrovskému dýmu z dalších obřích střel. Brzy je ale dostihla další skupina Pershingů, jež zahájila palbu na T-34 Kaťuši. Zatímco většina tanků Slunečnice byla mimo jejich efektivní dosah, tanky Pravdy se zdržely kvůli pomalému KV-2. Klára poznala, že je situace zlá, tak ze svého tanku udělala návnadu, aby zpomalila postup Pershingů. Ke zděšení Kaťuši se k ní přidaly jak Nonna, tak Nina, jejíž „monstrum“ KV-2 posloužil jako dobrý štít, aby soupeřky nemohly Kaťušu zasáhnout. Nonna s Ninou sice dokázaly vyřadit dva Pershingy a poškodit dalších pět, avšak byly vyřazeny jako předtím Klára. Kaťuša neochotně ustoupila sama, ale Nonna ji uklidnila, že si je jistá, že dovede tým k vítězství, i když z Pravdy zůstane sama.
Kay, Naomi a Arisa mezitím spekulovaly, co je to bombardovalo ze vzduchu, a zděsily se, co je napadlo, protože to bylo zakázané. Miho a Jukari napadlo totéž, takže Miho nařídila Ančovy, Želvě, Kachně a BT-42, aby utvořily četu Žalud a našly to. Čtveřice nejmenších tanků dorazila až téměř k Alici, aby se ztratily v dýmu ze střelby. U staré železnice spatřily v němém úžasu obrovský moždíř Karl-Gerät. Na tribuně se předseda Kodama ptal ministra Cudžiho, zda nebyla tato superzbraň narychlo schválena jenom kvůli tomuto zápasu, avšak ten ho odbyl, aby se ani nepokoušel vznášet námitky. Ančovy chtěla od Karla ustoupit, ale volejbalistky Kachny dostaly nápad, provést zabijácké podání s tankem. Musely nejprve odlákat všechny tři Pershingy hlídající Karla. Z lesa proto vystartovala Mika s BT-42, které se povedlo zásahem zblízka jednoho vyřadit, zatímco se Kachna rozjela prudce vpřed, aby ve vhodný moment po nepřesném rovnoběžném výstřelu Karla katapultovala prudkým zastavením Carro Veloce na své zádi do vzduchu. Carpaccio se však kulometem do kanónu Karla netrefila a Carro Veloce dopadlo na střechu. Po jeho pásech se ale do vzduchu vznesl Hetzer týmu Želva a Anzu se už do kanónu Karla trefila a vyřadila ho. Mezitím dole pokračovala honička BT-42 s oběma zbývajícími Pershingy. Jednoho z nich vyřadil padající kus mostu, který rozstřelil Karl-Gerät. Poslední Pershing nárazem zbavil BT-42 obou pásů. Mikko, však napůl zničené BT ještě jednou dokázala nastartovat a ujížděla pouze po soukolí pryč. Následovala další bláznivá honička, při níž se oba tanky vyřadily navzájem.
Ostatní tanky Oaraie se přeskupily a Maho napomenula svou mladší sestru, že nebojuje svým vlastním stylem. Miho dala na její slova a proházela týmy, aby každý mohl bojovat nejlépe, jak dovede. Nařídila ustoupit do obrovského opuštěného lunaparku, kde budou mít větší šanci uspět než v otevřené krajině. Poměr tanků byl nyní 22 oaraiských proti 24 univerzitním. Maho s Kaťušou a Erikou hlídaly jednu příjezdovou cestu, zatímco Niši s Darjeeling a ostatními hlídaly hlavní bránu a Saunders s několika Oaraiskými sloužily uprostřed jako záloha. Carro Veloce se vyškrábalo po konstrukci horské dráhy, aby Ančovy, Carpaccio s Pepperoni informovaly ostatní o pohybech soupeřek. Nepřátelské Pershingy se rychle blížily k Maho a Kaťuše a začalo dálkové ostřelování naslepo, neboť byl značně zvířený prach. Ančovy si uvědomila, že to není prach, nýbrž kouřová clona, a na druhé straně spatřila většinu nepřátelských sil u hlavní brány. Miho tedy poslala k Darjeeling ještě Saunders a ostatní Oaraiské. Niši přemýšlela, co by její čtveřice měla udělat, nejlépe zteč. Fukuda sebrala odvahu a řekla, že se to sice příčí tradicím jejich školy, ale jestli se nechají jen tak vyřadit, bude to pro Či-ha-tan ohromná ostuda. Niši zkrotila ostatní a zeptala se Fukudy, jaký má plán. Hlavní brána byla rozstřelena a jako první vjel dovnitř supertěžký tank T28,Rosehip vjela s Crusaderem, v domění, že to je M24 Chaffee ale Darjeeling zmínila, že to je právě T28. Jakmile T28 překonal úzký koridor do hlavního prostoru, museli všichni ustoupit, neboť do zábavního parku vtrhl víc než tucet Pershingů. Kaťuša s Maho spočítaly, že proti nim stojí jen čtyři, proto se vydaly na náhlou zteč a tři z nich vyřadily.
Na jiném místě několik Pershingů vjelo k bazénu a jeden byl zasažen či-ha-tanským tankem. Pershingy se vydaly ho pronásledovat, přímo do pasti. Ostatní Či-ha-tanské se zamaskovaly v bazénu, dvěma Pershingům zničily pásy a prostřední vyřadily. Pak zmizely pryč. T28 a ostatní Pershingy zatím zahnaly sv. Glorianu, Saunders i většinu Oaraiských do amfiteátru, odkud by je Pershingy svrchu rozstřílely, z čehož se Megumi, Azumi i Rumi radovaly a zároveň byly zklamané, že to bude až tak rychlé. Miho na základě Ančoviny hlášení vyrazila se svou sestrou a s Kaťušou na pomoc, zatímco z jiného místa pozoroval dění zbloudilý tým Králík. Málomluvná Saki navrhla jako řešení roztočit Ruské kolo na vrcholu kopce. Prvačky tedy ustřelily uchycení kola, které se skutálelo do amfiteátru a Pershingy s T28 se mu musely vyhnout. Oaraiské střelbou z kulometů a děla usměrňovaly pohyb kola tak, všechny jejich tanky, k nimž díky zbrklosti popadaly i ty či-ha-tanské, proklestily cestu ven beze ztrát. Pak se znovu rozdělily, aby vykonaly plán F. Leopon s Mravenečníkem, Kaťušou a dvěma Tigery ve westernovém městečku zlikvidovali při „operaci Geronimo“ další Pershingy, o další dva se postaral tým Hroch schvaný za pomalovanými krabicemi při operaci „Makaróny Zwei,“ okoukané z bitvy s Anziem. Niši a její Či-ha-tanské, doprovozené týmem Kachna, nasadily na své tanky obrovské gumové kachničky a hrou na schovávanou při „operaci F-quick“ v budově připomínající Landkreuzer P. 1000 Ratte vyřadily další dva Pershingy, Miho zase spolu s Želvou a díky informacím od Ančovy zničila další v bludišti a Momo pak skrz několik řad živého plotu další.
Univerzitní tým přišel o většinu tanků, a to si uvědomila Rumi, pronásledující Ďase. Byla to ona, kdo nakonec spatřila Carro Veloce na horské dráze. Špatný vývoj si uvědomila i Alice a začala zpívat na znamení, že se aktivně zapojí do boje, čímž také zbývajícím univerzitním posádkám dodala morálku, jež kvůli prohraným soubojům všude po parku značně uvadla. Jako první zlikvidovala všechny Či-ha-tanské, které se vrátily ke svým ztečím, a obratným řízením zničila i Kachnu. Pak se vydala na další lov. Azumi dokázala nachytat tým Hroch a vyřadila ho, když správně identifikovala jejich maskování. Na horskou dráhu se vydrápal jeden lehký tank M24 Chaffee, aby sestřelil Carro Veloce, jež se rozjelo po úzkých kolejnicích a snažilo se jim ujet. Jenže z druhé strany přijel další Chaffee, které však z dálky sestřelil tým Králík a následně i první Chaffee, čímž bylo Carro Veloce zachráněno. Jenže Králík byl vzápětí vyřazen Aliciným Centurionem. Sv. Gloriana a Saunders na jiném místě vymyslely plán, jak se zbavit T28, který stále nedokázaly zničit, navíc shodil část pásů, aby se vešel do užšího průjezdu. Naomina Světluška zasáhla most, po kterém jel, a Churchill zespodu zasáhl dírou v mostu spodní poklop vedoucí k nádržím, dle Assam se jednalo o jedinou slabinu T28. Dle Darjeeling sice nešlo o elegantní vítězství, avšak nyní bojují za Miho, nikoliv za sebe. Vzápětí byl Churchill sám vyřazen Pershingem a posledním Chaffee. Megumi, Azumi i Rumi se spojily, projely kolem skupiny Maho a Kaťuši, vyřadily přitom Matildu, aby se spojily se svou velitelkou ve středu parku. Saunders je pronásledovaly, avšak neuspěly, neboť ty zahájily operací Bermudský trojúhelník, kdy je rychlým driftováním postupně jednu po druhé obkličovaly a ničily, až zbyla samotná Kay, kterou rozstřílely ze všech směrů. Crusader se postaral odvážným přeskokem přes kanál o poslední Chaffee, ale zničil i sebe a Carro Veloce spolu s týmem Husa vyprovokovalo k rychlému pronásledování jednoho z posledních Pershingů, kterého pak Husa u bazénu střelila do zádě a vyřadila. Carro Veloce bylo následně vyřazeno Aliciným Centurionem a Husa rovněž, pak dál byly Alicí zničeny i týmy Mravenečník a Želva. Leopon se zničil sám přehřátím a vznícením motoru, když urychlil oba další Tigery a T-34. Kaťušin T-34 srazil Rumin Pershing, aby ho Erika v Tigeru II vyřadila, avšak obě byly vzápětí též vyřazeny. Alicina intervence zredukovala počet tanků na dva Oaraiské (Miho a Maho) proti třem univerzitním.
Rozhodující bitva se odehrála uprostřed lunaparku s malou umělou horou. Tunel skrz ní využily Miho a Maho k odstranění Azumi, kdy Maho sloužila jako návnada a Miho ji sestřelila svrchu zezadu. Musely být opatrné, neboť Alicin Centurion střílel, kdykoliv mohl, a prudce manévroval. Maho pak při honičce s Meguminým Perschingem rozhoupala výstřelem velkou houpající loď, která narazila do jejího Pershingu a umožnila její vyřazení. Zbývala tak Maho s Miho proti Alici. Alice obratně manévrovala na umělém kopci a několikrát téměř zasáhla Maho i Miho, avšak v rozhodujícím momentě ji zradila její slabina, a to její láska k medvídkovi Boko, neboť střepiny z probíhajících bojů dříve způsobily zapnutí jezdicího medvídka, který v rozhodující moment vjel Alici přímo do rány v momentě, kdy měla na mušce motorový prostor Panzeru IV. Obě sestry Nišizumiovi si díky tomu vybudovaly výhodu a Alice ustoupila ke vjezdu do prostranství. Hodlala přímou ztečí jednu z nich vyřadit, ale její plán jí překazila Maho, která na pokynutí Miho po rozjezdu z kopce zasáhla slepým nábojem zadek Panzeru IV. Tým Ďas to značně urychlilo a Hana těsně po nárazu do Centuriona vystřelila do jeho masky. Čelní náraz spolu s tímto výstřelem oba tanky vyřadil. Maho se svým Tigerem zůstala jediným tankem na bojišti a Oaraiské tak vyhrály zápas. Radovaly se všechny studentky Oaraie i ostatních škol, co jim pomohly. Spokojené byly i matky všech tří hlavních aktérek, už se těší na odvetu, bez drsných sázek. Jediný nešťastný byl ministr Cudži. Alice dorazila za Miho na jezdicím medvídkovi a dala jí jako odznak toho samého medvídka Boko, kterého jí Miho před pár dny přenechala v muzeu.
V závěrečných titulcích se děvčata z Oaraie vrátily na své školní obří plavidlo, nyní zachráněné, zatímco dívky z ostatních škol se domů dopravily každá po svém. Je též vidět i zrenovované a nově otevřené muzeum medvídka Boko, kam Alice s Rumi, Azumi a Megumi umístily pojízdného medvídka z bitvy, nazvaného Wojtek.